# Lista de regiões econômicas e distritos do Azerbaijão
Azerbaijão é dividido em:
- 12 divisões
  - 10 regiões econômicas; subdivididas em:
    - 59 distritos (rayonlar; sing. - rayon)
    - 11 cidades* (saharlar; sing. - sahar)

  - Alto Carabaque (alguns rayons estão sob a sua jurisdição, outros sob jurisdição da República de Artsaque)
  - 1 república autônoma (muxtar respublika), que por sua vez divide-se em:
    - 7 distritos
    - 1 cidade

## Regiões Econômicas do Azerbaijão[1]
1. Absheron Região econômica
  1. Absheron (Abşeron) (inclui uma exclave em Baku)
  2. Baku cidade (Bakı)
  3. Sumqayit cidade (Sumqayıt)
  4. Khizi (Xızı)
2. Ganja-Qazakh Região econômica
  1. Agstafa (Ağstafa)
  2. Dashkasan (Daşkəsən)
  3. Gadabay (Gədəbəy) (fronteira um exclave de Armênia)
  4. Ganja city (Gəncə)
  5. Goranboy (norte)
  6. Goygol formerly Khanlar (Xanlar)
  7. Qazakh (Qazax) (inclui uma exclave na Armênia)
  8. Xemequir (Şəmkir)
  9. Samukh (Samux)
  10. Tovuz (fronteira um exclave de Armênia)
3. Shaki-Zaqatala Região econômica
  1. Balakan (Balakən)
  2. Oguz (Oğuz)
  3. Qabala (Qəbələ)
  4. Qakh (Qax)
  5. Shaki (Şəki)
  6. Shaki cidade (Şəki)
  7. Zaqatala
4. Lenquerã-Astara Região econômica
  1. Astara
  2. Jalilabad (Cəlilabad)
  3. Lenquerã (Lənkəran)
  4. Lenquerã cidade (Lənkəran)
  5. Lerik
  6. Masally (Masallı)
  7. Yardymli (Yardımlı)
5. Quba-Khachmaz Região econômica
  1. Davachi (Dəvəçi)
  2. Quba
  3. Qusar
  4. Siazan (Siyəzən)
  5. Khachmaz (Xaçmaz)
6. Orta Kur Região econômica
  1. Agjabadi (Ağcabədi)
  2. Agdash (Ağdaş)
  3. Barda (Bərdə)
  4. Beylagan (Beyləqan)
  5. Goychay (Göyçay)
  6. Imishli (İmişli)
  7. Kurdamir (Kürdəmir)
  8. Mingachevir cidade (Mingəçevir)
  9. Ujar (Ucar)
  10. Yevlakh (Yevlax)
  11. Yevlakh cidade (Yevlax)
  12. Zardab (Zərdab)
7. Yukhari-Karabakh Região econômica
  1. Agdam (Ağdam)
  2. Jabrayil (Cəbrayıl)
  3. Fizuli (Füzuli)
  4. Tartar (east)
8. Kalbajar-Lachin Região econômica
  1. Kalbajar (Kəlbəcər) (west)
  2. Lachin (Laçın)
  3. Qubadli (Qubadlı)
  4. Zangilan (Zəngilan)
9. Região econômica de Xirvão Montanhoso
  1. Agsu (Ağsu)
  2. Ismailli (İsmayıllı)
  3. Qobustan
  4. Shamakhi (Şamaxı)
10. Naquichevão República autônoma (não uma região económica)
  1. Babek (Babək)
  2. Julfa (Culfa)
  3. Kangarli (Kəngərli)
  4. Naquichevão (cidade) (Naxçıvan Şəhər)
  5. Ordubad
  6. Sadarak (Sədərək) (inclui uma exclave na Armênia)
  7. Shakhbuz (Şahbuz)
  8. Xarur (Şərur)
11. Kur Região econômica
  1. Ali Bayramli cidade (Əli Bayramlı)
  2. Bilasuvar (Biləsuvar)
  3. Hajigabul (Hacıqabul)
  4. Neftchala (Neftçala)
  5. Saatly (Saatlı)
  6. Sabirabad
  7. Salyan
12. Nagorno-Karabakh (não uma região económica)
  1. Goranboy (south)
  2. Kalbajar (Kəlbəcər) (east)
  3. Naftalan cidade
  4. Shusha (Şuşa)
  5. Shusha city (Şuşa)
  6. Tartar (west) (Tərtər)
  7. Khankendi cidade (Xankəndi) (capital de Nagorno-Karabakh, atualmente denominada Stepanakert)
  8. Khojali (Xocalı)
  9. Khojavend (Xocavənd)